# Олексєєнко Володимир Кирилович
Володимир Кирилович Олексєєнко (нар. 17 вересня 1938, тепер Краснодарський край, Російська Федерація) — український діяч, заступник завідувача відділу агропромислового комплексу та продовольства Кабінету Міністрів України. Народний депутат України 2-го скликання.

## Біографія
Народився у селянській родині.
З 1955 року — учень Сталінського (Донецького) сільськогосподарського технікуму. Працював у колгоспі Волноваського району Донецької області.
Служив на Тихоокеанському флоті Військово-Морського флоту СРСР.
Закінчив Українську сільськогосподарську академію, вчений агроном.
У 1967—1975 роках — агроном у колгоспах «Жовтень», «Батьківщина», «Донбас» Мар'їнського району Донецької області.
У 1975—1980 роках — головний агроном, 1-й заступник начальника Мар'їнського районного управління сільського господарства Донецької області. Член КПРС.
З травня 1980 року — головний агроном, керівник інспекції при Міністерстві сільського господарства Української РСР; заступник начальника головного управління з виробництва зерна, олійних культур і загальних питань землеробства Міністерства сільського господарства Української РСР.
З жовтня 1985 року — на відповідальній роботі у Кабінеті Міністрів УРСР (України): на 1994 рік — заступник завідувача відділу агропромислового комплексу та продовольства Кабінету Міністрів України.
Народний депутат України 2-го демократичного скликання з .04.1994 (2-й тур) до .04.1998, Мар'їнський виборчий округ № 151, Донецька область. Голова підкомітету з питань земельної реформи та земельних відносин, заступник голови Комітету з питань АПК, земельних ресурсів і соціального розвитку села. Член депутатської групи «Відродження та розвиток агропромислового комплексу України» (до цього — член фракції СПУ і СелПУ; до цього — член групи «Аграрники України»).
Потім — на пенсії у місті Києві.